# José Gomes
José Gomes (Bisáu, Guinea-Bisáu, 8 de abril de 1999) es un futbolista luso-bisauguineano. Juega de delantero y su equipo es el AF Elbasani de la Superliga de Albania.

## Trayectoria
El ojeador Sauane Vital descubrió a José en su academia de fútbol ubicada en Guinea-Bisáu.
En el año 2011 viajó a Portugal, jugó un torneo en Vila Franca de Xira y mostró gran nivel. Probó suerte en União Atlético Povoense, club de fútbol infantil relacionado con las formativas del Sporting de Lisboa, pero no convenció el programa del club.
Regresó a su país, pero fue fichado por Sport Lisboa e Benfica en 2012, con 13 años.
En su primera temporada, alternó con el primer y segundo equipo infantil, se destacó en gran manera convirtiendo casi un gol por partido. En la siguiente temporada, decidieron ascenderlo una categoría superior a su edad, anotó 21 goles en 26 encuentros con los Cadetes, incluso jugó por primera vez con la Juvenil.
Jugó la Audi Cup sub-16 con Benfica en 2014, llegaron a la final del torneo internacional de clubes luego de ganar dos partidos y empatar el restante en la fase de grupos. Su rival en la definición de la copa fue Barcelona, se enfrentaron el 7 de septiembre, comenzaron perdiendo 1 a 0, pero el club portugués impuso su juego y lograron empatar, luego Gomes anotó un hat-trick, lo que permitió el triunfo y título por 4 a 1.
En abril de 2015, firmó su primer contrato profesional con el club.
Para la temporada 2015/16, jugó con la Juvenil del club todo el campeonato. Debutó en la Champions League Juvenil 2015-16, el 15 de septiembre de 2015, fue titular para enfrentar a Astana en la fase de grupos, anotó 2 goles y brindó una asistencia, ganaron 8 a 0. Luego tuvo participación contra Galatasaray, marcó un triplete y ganaron 11 a 1. Volvió a jugar contra Astana, marcó un doblete y ganaron 5 a 0. Cerró la fase de grupos, contra Atlético de Madrid, fue expulsado y empataron 1 a 1.
Se perdió octavos de final, pero se reintegró en cuartos, su rival fue Real Madrid, Gomes fue suplente e ingresó al minuto 61, pero perdieron 2 a 0. En su primera participación en la Champions Juvenil, jugó 5 partidos, anotó 7 goles y brindó 2 asistencias.
Luego de salir campeón y lograr ser el máximo goleador histórico del campeonato europeo sub-17, fue ascendido a la filial de Benfica, para comenzar encarar la temporada 2016/17 en Segunda División.
Debutó con Benfica B el 6 de agosto de 2016, ingresó al minuto 74 para enfrentar al Cova da Piedade en la fecha 1 de la Ledman Liga Pro, empataron 1 a 1. Jugó su primer encuentro entre profesionales con 17 años y 120 días, utilizó el dorsal número 70. En la fecha 2, volvió a jugar los minutos finales, pero perdieron 2 a 0. No tuvo participación en la fecha 3, estuvo en el banco de suplentes sin ingresar y empataron 1 a 1.
El 24 de agosto, el entrenador Hélder Cristóvão lo colocó como titular por primera vez, se enfrentaron a Vizela, comenzaron en desventaja, pero al minuto 45, le brindó una asistencia a su compañero Diogo Gonçalves, que culminó en el 1 a 1 transitorio, en el segundo tiempo José anotó su primer gol oficial, lo que significó el 2 a 1, resultado que se mantuvo y lograron 3 puntos por primera vez en el campeonato. La fecha siguiente volvió a ser titular, y derrotaron 2 a 1 al Desportivo Aves.
Debido a las lesiones de Jonas, Mitroglou y Raúl Jiménez, el entrenador del primer equipo de Benfica, Rui Vitória, decidió ascender a Gomes para entrenar en la semana, mostró un buen nivel y fue convocado para el partido de la fecha 4 del campeonato portugués.
Zé Gomes debutó como profesional el 9 de septiembre de 2016, ingresó ya en tiempo cumplido para enfrentar a Arouca, tuvo una ocasión de gol pero no pudo definir, de igual forma ganaron 2 a 1 en el Estádio Municipal ante más de 5.300 espectadores. En su primer encuentro, utilizó la camiseta número 70, jugó con 17 años y 154 días.

## Selección nacional

### Trayectoria
Gomes ha sido parte de la selección de Portugal en las categorías sub-15, sub-16, sub-17 y sub-19.
El 26 de agosto de 2016 fue convocado para comenzar el proceso de la selección sub-19, a pesar de dar un año de ventaja. El 30 de septiembre fue citado para jugar dos partidos amistosos contra Italia.
Debutó con la sub-19 el 6 de octubre, se enfrentaron a la selección italiana, fue titular, utilizó la camiseta número 9 y anotó su primer gol al minuto 40, pero finalmente perdieron 1-2.

### Participaciones en juveniles
| Competición                                                               | Sede       | Resultado    | Partidos | Goles |
| ------------------------------------------------------------------------- | ---------- | ------------ | -------- | ----- |
| Fase de clasificación para el Campeonato de Europa Sub-17 de la UEFA 2015 | Eslovenia  | Clasificó    | 3        | 2     |
| Ronda Élite para el Campeonato de Europa Sub-17 de la UEFA 2015           | Azerbaiyán | No clasificó | 3        | 2     |
| Fase de clasificación para el Campeonato de Europa Sub-17 de la UEFA 2016 | Portugal   | Clasificó    | 3        | 3     |
| Ronda Élite para el Campeonato de Europa Sub-17 de la UEFA 2016           | Croacia    | Clasificó    | 3        | 2     |
| Campeonato de Europa Sub-17 de la UEFA 2016                               | Azerbaiyán | Campeón      | 6        | 7     |

## Estadísticas

### Clubes
Actualizado al 19 de mayo de 2024.
| Club                                | Div.          | Temporada     | Liga  | Liga  | Copas nacionales | Copas nacionales | Torneos internacionales | Torneos internacionales | Total | Total |
| Club                                | Div.          | Temporada     | Part. | Goles | Part.            | Goles            | Part.                   | Goles                   | Part. | Goles |
| ----------------------------------- | ------------- | ------------- | ----- | ----- | ---------------- | ---------------- | ----------------------- | ----------------------- | ----- | ----- |
| S. L. Benfica "B" Portugal          | 2.ª           | 2016-17       | 23    | 7     | —                | —                | —                       | —                       | 23    | 7     |
| S. L. Benfica Portugal              | 1.ª           | 2016-17       | 3     | 0     | 1                | 0                | 1                       | 0                       | 5     | 0     |
| S. L. Benfica Portugal              | Total club    | Total club    | 3     | 0     | 1                | 0                | 1                       | 0                       | 5     | 0     |
| S. L. Benfica "B" Portugal          | 2.ª           | 2017-18       | 24    | 3     | —                | —                | —                       | —                       | 24    | 3     |
| S. L. Benfica "B" Portugal          | 2.ª           | 2018-19       | 23    | 3     | —                | —                | —                       | —                       | 23    | 3     |
| Portimonense S. C. Portugal         | 1.ª           | 2019-20       | 1     | 0     | 1                | 0                | —                       | —                       | 2     | 0     |
| Portimonense S. C. Portugal         | Total club    | Total club    | 1     | 0     | 1                | 0                | 0                       | 0                       | 2     | 0     |
| Lechia Gdańsk · Polonia             | 1.ª           | 2019-20       | 12    | 1     | 2                | 1                | —                       | —                       | 14    | 2     |
| Lechia Gdańsk · Polonia             | Total club    | Total club    | 12    | 1     | 2                | 1                | 0                       | 0                       | 14    | 2     |
| S. L. Benfica "B" Portugal          | 2.ª           | 2020-21       | 8     | 0     | —                | —                | —                       | —                       | 8     | 0     |
| S. L. Benfica "B" Portugal          | Total club    | Total club    | 78    | 13    | 0                | 0                | 0                       | 0                       | 78    | 13    |
| P. F. C. Cherno More Varna Bulgaria | 1.ª           | 2020-21       | 15    | 3     | 1                | 0                | —                       | —                       | 16    | 3     |
| P. F. C. Cherno More Varna Bulgaria | 1.ª           | 2021-22       | 16    | 1     | 2                | 1                | —                       | —                       | 18    | 2     |
| P. F. C. Cherno More Varna Bulgaria | Total club    | Total club    | 31    | 4     | 3                | 1                | 0                       | 0                       | 34    | 5     |
| 1913 Seregno Calcio · Italia        | 3.ª           | 2021-22       | 13    | 3     | —                | —                | —                       | —                       | 13    | 3     |
| 1913 Seregno Calcio · Italia        | Total club    | Total club    | 13    | 3     | 0                | 0                | 0                       | 0                       | 13    | 3     |
| CFR Cluj · Rumania                  | 1.ª           | 2022-23       | 0     | 0     | 2                | 0                | 0                       | 0                       | 2     | 0     |
| CFR Cluj · Rumania                  | Total club    | Total club    | 0     | 0     | 2                | 0                | 0                       | 0                       | 2     | 0     |
| Universitatea Cluj · Rumania        | 1.ª           | 2022-23       | 16    | 1     | 2                | 0                | —                       | —                       | 18    | 1     |
| Universitatea Cluj · Rumania        | Total club    | Total club    | 16    | 1     | 2                | 0                | 0                       | 0                       | 18    | 1     |
| Ethnikos Achna Chipre               | 1.ª           | 2023-24       | 14    | 1     | 1                | 0                | —                       | —                       | 15    | 1     |
| Ethnikos Achna Chipre               | Total club    | Total club    | 14    | 1     | 1                | 0                | 0                       | 0                       | 15    | 1     |
| F. C. Chornomorets Odessa · Ucrania | 1.ª           | 2023-24       | 9     | 0     | 0                | 0                | —                       | —                       | 9     | 0     |
| F. C. Chornomorets Odessa · Ucrania | Total club    | Total club    | 9     | 0     | 0                | 0                | 0                       | 0                       | 9     | 0     |
| AF Elbasani · Albania               | 1.ª           | 2024-25       | 25    | 5     | 2                | 0                | ―                       | ―                       | 27    | 5     |
| AF Elbasani · Albania               | Total club    | Total club    | 25    | 5     | 2                | 0                | 0                       | 0                       | 27    | 5     |
| Total carrera                       | Total carrera | Total carrera | 202   | 28    | 14               | 2                | 1                       | 0                       | 217   | 30    |

### Resumen estadístico
|                              | Partidos | Goles | Promedio |
| ---------------------------- | -------- | ----- | -------- |
| Liga                         | 7        | 1     | 0,14     |
| Copas nacionales             | 0        | 0     | 0,00     |
| Copas internacionales        | 1        | 0     | 0,00     |
| Selección de Portugal sub-15 | 3        | 3     | 1,00     |
| Selección de Portugal sub-16 | 3        | 1     | 0,33     |
| Selección de Portugal sub-17 | 28       | 19    | 0,67     |
| Selección de Portugal sub-19 | 1        | 1     | 1,00     |
| Total                        | 43       | 25    | 0,58     |

## Palmarés

### Títulos internacionales
| Título                      | Selección                    | País       | Año  |
| --------------------------- | ---------------------------- | ---------- | ---- |
| Campeonato de Europa Sub-17 | Selección de Portugal sub-17 | Azerbaiyán | 2016 |
| Campeonato de Europa Sub-19 | Selección de Portugal sub-19 | Finlandia  | 2018 |

### Distinciones individuales
| Distinción                                                                     | Año  |
| ------------------------------------------------------------------------------ | ---- |
| Goleador del Campeonato de Europa Sub-17 (7 goles)                             | 2016 |
| Goleador histórico del Campeonato de Europa Sub-17 (16 goles)                  | 2016 |
| Jugador de oro del Campeonato de Europa Sub-17                                 | 2016 |
| Parte de los 60 mejores jugadores del mundo para The Guardian (categoría 1999) | 2016 |
| Joven de la semana para UEFA.com (mes de octubre, semana #3)                   | 2016 |